# Apparitions mariales de Beauraing
Les apparitions mariales de Beauraing désignent les apparitions de la Vierge Marie, qui seraient survenues du 29 novembre 1932 au 3 janvier 1933, à cinq enfants du village de Beauraing, dans la province de Namur en Belgique : Fernande, Gilberte et Albert Voisin, ainsi qu'Andrée et Gilberte Degeimbre. Les événements se sont déroulés dans le jardin du pensionnat Notre-Dame du Sacré-Cœur tenu par les sœurs de la doctrine chrétienne de Nancy.
Durant un peu plus d'un mois, les enfants déclarent voir, le soir, à trente-trois reprises, la Vierge Marie. Très vite la foule afflue, et des dizaines de personnes se rassemblent avec les enfants à l'heure des présumées apparitions. La présence de la presse, qui publie des rapports quotidiens, renforce l'attractivité de l’événement et l'on estimera à trente mille personnes le nombre des présents lors de la dernière apparition le 3 janvier 1933. Parmi les curieux, de nombreux médecins - plusieurs dizaines - qui mènent leur propre enquête, de leur propre autorité, avant même la fin des événements.
Si « la dame » se déclare être l'Immaculée-Conception, la Mère de Dieu et la Reine du Ciel lors de différentes apparitions, l'Église catholique et ses responsables demeurent très prudents et discrets jusqu'à la fin des événements. Ce n'est que plusieurs mois plus tard que l'évêque du lieu ouvre une enquête canonique qui se solde par un « non constat de supernaturalitate ». D'autres enquêtes sont ouvertes (pour compléter le dossier), et finalement en 1949, André-Marie Charue, évêque de Namur, reconnait officiellement les apparitions.
Ces apparitions ont suscité une grande polémique tant dans la société civile que dans le milieu catholique (entre les tenants de « vraies » apparitions, et ceux déclarant qu'il s'agit de « fausses » apparitions). Une importante série d'apparitions (qualifiées de « fausses apparitions » car non reconnues et parfois même condamnées par les autorités de l'Église catholique) se sont également produites en divers lieux de Belgique après la fin de celles de Beauraing.

## Historique

### Le contexte
Beauraing est un bourg de Famenne, non loin de la frontière française. Le lieu des apparitions est la cour d'entrée du pensionnat tenu par des Sœurs de la doctrine chrétienne. Une reproduction de la grotte de Lourdes est présente dans la cour, à une dizaine de mètres du lieu de l'apparition. La route située de l'autre côté de la clôture est « passablement fréquentée », et le site est surplombé par un viaduc ferroviaire où passent régulièrement des trains de marchandises bruyants. Contrairement à de précédentes apparitions (comme Lourdes ou Fátima), le site n'est ni isolé, ni calme,.
Le récit des événements est bien connu, car il va être très vite couvert par la presse qui vient en grand nombre assister aux « apparitions », et qui va en donner le récit détaillé au jour le jour. De plus, nous disposons de nombreux témoignages et études réalisées par des médecins et théologiens qui vont s'emparer du phénomène et fournir une importante littérature. Des livres sont même publiés avant la fin des apparitions,. La presse elle-même fournit très vite un récit détaillé des événements, non seulement au niveau local, mais également national avec « un lot d'informations plus ou moins exactes, sinon tendancieuses ». Si bien que même le nonce de Belgique, Clemente Micara, fera un rappel à l'ordre aux journalistes durant ses vœux à la presse, les rappelant à leur « devoir de prudence et d'objectivité ».
Enfin, Bouflet et Boutry indiquent que « de l'avis unanime, l’atmosphère de ferveur qui règne sur le lieu d'apparition » fidélise les foules, qui se retrouvent chaque jour plus nombreuses.

### Premières apparitions

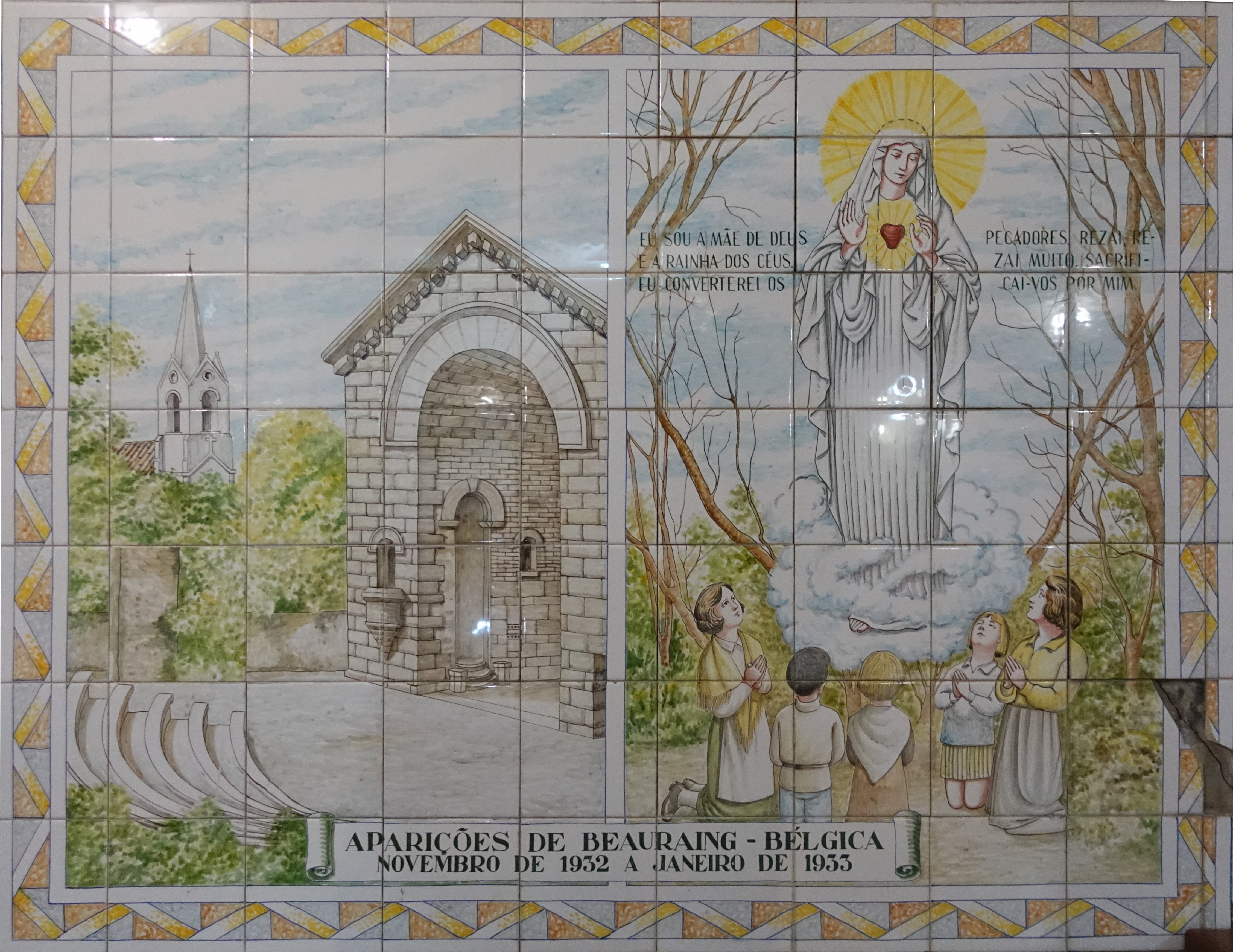
Représentation des premières apparitions de la Vierge aux enfants.

Le 29 novembre 1932, vers 18 heures, Fernande Voisin, 15 ans, et son frère Albert, 11 ans, vont chercher leur sœur Gilberte (13 ans), demi-pensionnaire au pensionnat tenu par les Sœurs de la Doctrine Chrétienne de Nancy, accompagnés de leur amie Andrée Degeimbre, 14 ans, et de sa petite sœur Gilberte, 9 ans,,.
Alors qu’il vient de sonner à la porte du pensionnat, Albert se retourne, regarde dans la direction du talus du chemin de fer tout proche et s'exclame : « Regardez la Vierge qui se promène au-dessus du pont ! ». Il voit une femme habillée de blanc, « toute lumière », qui marche à un mètre au-dessus du pont. Lorsque les filles se retournent à leur tour, elles peuvent aussi apercevoir la « belle dame », tout comme Gilberte qui arrive peu après de l’intérieur du pensionnat. Leur première réaction est l’affolement. Apeurés, ils retournent chez eux en courant, mais décident quand même de revenir chercher Gilberte à la même heure le lendemain vers 18 heures 30,.
Le 30 novembre, la « belle dame » leur apparaît de nouveau au-dessus du pont. Le 1er décembre l'apparition est vue une première fois au-dessus du pont, puis elle leur apparaît une deuxième fois près d’un houx du jardin. Elle disparaît de nouveau et se montre une troisième fois sous une branche d’aubépine, près de la grille d’entrée du jardin, là où auront lieu les trente apparitions suivantes. Ce soir-là, les enfants sont accompagnés par leurs parents et des proches. Au moment de l'apparition, les enfants tombent à genoux et regardent dans la direction de l’aubépine. Afin que la « comédie » cesse, la supérieure Mère Théophile prend la décision de fermer les grilles du jardin et de lâcher les deux chiens. Le 2 décembre, les enfants reviennent mais, ne pouvant plus entrer dans le jardin, restent sur le trottoir dans la rue. La Vierge leur apparaît et se tourne vers eux de l’autre côté de la grille. Au moment où elle apparaît, les chiens qui avaient été lâchés s’arrêtent d’aboyer et se couchent au sol. Le jeune Albert s'aventure à interroger l'apparition et lui demande « Êtes-vous la Vierge immaculée? », les enfants indiquent qu'elle répond oui en hochant de la tête, mais reste silencieuse,. Puis il demande, pour tous les enfants : « Que voulez-vous ? ». La Vierge parle pour la première fois et leur répond : « D’être bien sages ». Puis, lors d’une deuxième apparition ce soir-là, elle demande au seul Albert : « Est-ce vrai que vous serez toujours sages ? ». Lors des premiers interrogatoires, l'apparition est décrite comme étant debout sur un petit nuage qui lui cache les pieds. Elle est vêtue d’une longue robe blanche traversée par trois fins reflets bleus ; ceux-ci partent de son épaule gauche et disparaissent au bas de la robe, sur la droite. Sa tête, d'où sortent de fins rayons de lumière formant comme une couronne, est recouverte d’un long voile blanc qui tombe sur les épaules. Elle tient les mains jointes et sourit, mais ne tient pas de chapelet,.

### Poursuite des apparitions, arrivée des foules

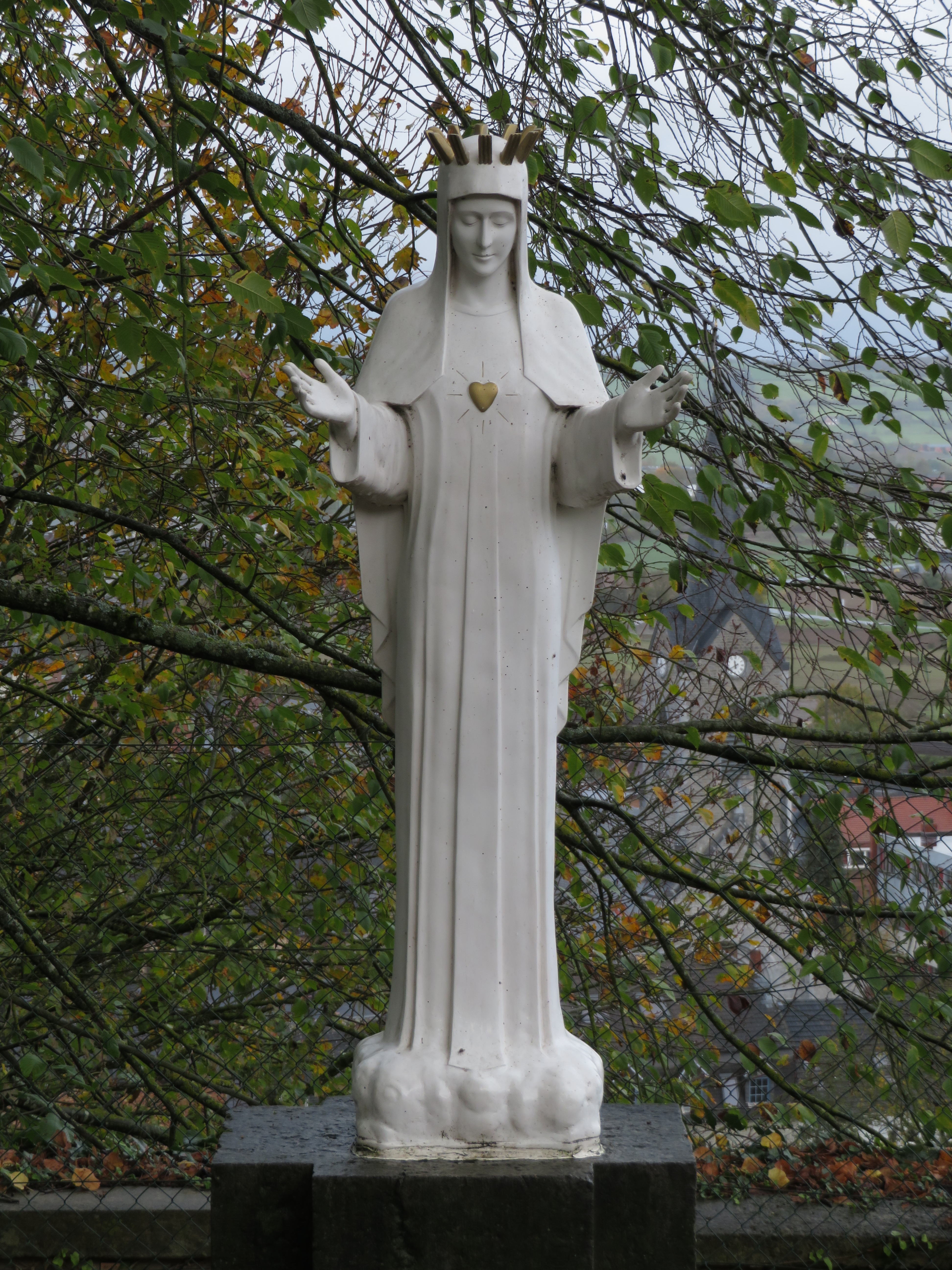
Statue représentant la Vierge au cœur d'Or.

Jusqu'au 3 janvier 1933, date de la dernière apparition, les apparitions vont être quasi quotidiennes. Le 8 décembre, les enfants tombent en extase durant un peu plus d’un quart d’heure et expliquent qu'elle « était plus belle que jamais ». Des médecins pratiquent des tests sur les enfants durant l’apparition mais ils y restent insensibles et n'en gardent aucune trace. L’évêque de Namur, mis au courant des apparitions pour la première fois par le doyen du lieu, invite à la prudence et interdit au clergé d’y assister. Le 17 décembre, les enfants indiquent que la Vierge demande « une chapelle ». Le 21 décembre, à la question « Dites-nous qui vous êtes » l'apparition déclare « Je suis la Vierge immaculée »,. Le 23 décembre, les enfants demandent : « Pourquoi venez-vous ici ? » et la Vierge répond : « Pour qu’on vienne ici en pèlerinage ! ». Le 29 décembre, les enfants aperçoivent entre les bras de l'apparition son cœur illuminé, tel un cœur d’or nimbé de grands rayons, et cette vision se reproduira encore. Cette vision donnera aussi une dénomination à la Vierge « la Vierge au cœur d'or ». Le 30 décembre, elle demande : « Priez, priez beaucoup. ». Le 1er janvier, elle dit : « Priez toujours. ». Le 2 janvier, la Vierge dit aux enfants qu’elle livrera un secret à chacun d’entre eux le lendemain. Ainsi, l'ensemble des messages de la Vierge transmis par les voyants tient en peu de mots ou consignes,,.
Dès les premiers jours de décembre, soit tout au début des apparitions, une foule de curieux vient assister aux apparitions aux côtés des enfants. Cette foule est très vite considérable. Si on compte douze personnes le 1er décembre, ils sont 600 à 800 le 7 décembre, et 10 000 le lendemain. Le 29 décembre, ils sont toujours plus de 8 000. Le 2 janvier, plus de 12 000 personnes sont rassemblées et le lendemain, le 3 janvier, jour de la dernière apparition, on compte entre 25 000 et 30 000 personnes,,. Parmi les curieux et touristes, il y a de très nombreux médecins, et leur nombre va lui aussi croissant avec le temps (une douzaine le 21 décembre, 17 le lendemain, 37 médecins le 29 et 160 pour le 31).

### Dernière apparition
Le 3 janvier 1933, lors de la dernière apparition, la Vierge se présente aux enfants en disant : « Je suis la Vierge immaculée, la Mère de Dieu, la Reine des Cieux ». Ce jour-là, la Vierge aurait confié des « secrets » à trois des cinq voyants, qui resteront inconnus,,. La Vierge dit également aux enfants : « Je convertirai les pécheurs ». Elle interroge également Fernande : « Aimez-vous mon Fils ?  M'aimez-vous ? » Et, après la double réponse affirmative de l'adolescente, elle conclut en disant : « Alors, sacrifiez-vous...pour moi. Adieu ».
Ce jour-là, le nombre de fidèles (et de curieux) est estimé à trente mille personnes, parmi lesquels on dénombre plus de cent médecins,.

### Position de l’Église
Durant les apparitions, et dans les années qui suivent, l’Église catholique se montre très prudente et réservée sur la conduite à tenir. Ainsi, dès le 14 décembre, Paul-Justin Cawet, évêque coadjuteur de Namur, invite le clergé du diocèse à « la plus grande réserve ». Le 31 janvier, presque un mois après la fin des apparitions, Thomas-Louis Heylen, l'évêque du diocèse, « autorise les prêtres à se rendre sur les lieux à titre privé ». Le 1er mars, il autorise les fidèles à installer des ex-votos sur le lieu des (supposées) apparitions.
Le 30 octobre 1933, l'épiscopat belge, sous la présidence du cardinal Van Roey, autorise les prêtres à conduire des pèlerinages sans l'accord préalable de l'évêque du lieu. Le 22 novembre, un règlement des pèlerinages est mis en place et affiché dans l'église du village : les cérémonies doivent dorénavant être célébrées à l'intérieur de l'église (du village) et non en plein air. Les processions vers les lieux « d'apparitions » sont interdites. En janvier 1935, le Vatican confirme que « les pèlerinages aux lieux dits des apparitions sont prohibés ».
Le 19 février 1943, l'évêque de Namur André-Marie Charue autorise le culte public de Notre-Dame de Beauraing. Il obtient du Vatican un décret autorisant le culte le 16 mai 1943. L’authenticité des apparitions elles-mêmes ne seront reconnues que le 2 juillet 1949, avec la déclaration de deux guérisons comme étant « miraculeuses »,.

## Suites et conséquences

### Études médicales et enquêtes
Les premières études médicales et scientifiques sont menées par des médecins « laïcs », de leur propre initiative. L'Église catholique se tient à distance des apparitions et aucun religieux ou prêtre n'est visible durant ces apparitions qui pourtant attirent les foules. À partir du 5 décembre, plus d'une dizaine de médecins assistent aux apparitions, ce nombre monte jusqu'à 160 lors de la dernière apparition. Durant ces apparitions, les médecins observent les enfants, et vont jusqu'à mener des expériences sur eux. Ensuite, ils interrogent les enfants séparément, essayant de les faire se contredire. Vingt-cinq interrogatoires post-apparition vont être ainsi menés par ces médecins,, des journalistes ainsi que des membres des tribunaux belges et même le procureur du Roi.
Un témoin rapporte que « des médecins ont fait sur eux diverses expériences, comme de leur picoter la tempe avec un canif, de leur pincer fortement les mollets, de leur brûler le gras de la main avec une allumette et enfin de leur lancer la lumière d'une lampe électrique dans les yeux : les voyants semblent n'avoir guère réagi, s'ils l'on fait, et les médecins n'ont pas relevé trace des pincements, picotements et brûlures ». Un des rapports médicaux conclut : « L'observation sérieuse de la série des phénomènes permet d'écarter toute hypothèse d'hystérie, d'hallucination collective et d'hypnose. Les expériences faites le 8 décembre forcent à écarter toute idée de simulation »,.
Bouflet et Boutry soulignent que ces médecins se « substituent aux enquêteurs ecclésiastiques et prétendent imposer leurs conclusions » (à l'autorité ecclésiale), s'arrogeant le droit d'interroger les voyants, de mener les interrogatoires, comme le ferait un tribunal. Alors que le cycle des apparitions n'est pas encore terminé, un médecin, le docteur Maistriaux, publie le 21 décembre 1932 une première étude de 40 pages favorable « à l'hypothèse surnaturelle ». D'autres médecins, catholiques (dont la foi ne saurait être mise en doute précisent les auteurs), penchent eux pour l'illusion, et le font savoir publiquement.

### Multiplications de«fausses apparitions»
Quelques jours après la fin des apparitions, de nouvelles apparitions mariales se produisent à Banneux. Celles-ci seront reconnues comme authentiques par l'évêque de Liège en 1949. Mais toute une série « d'apparitions » est également déclarée dans diverses villes de Belgique (Onkerzele, Lokeren-Naastveld, Berchem-Anvers, Wilrijk, Etikhove, etc). Yves Chiron dénombre treize cas « d'apparitions mimétiques » sur une vingtaine d'apparitions décomptées sur la Belgique durant l'été 1933. 
Alimentée par « le zèle des journalistes », la polémique devient telle, que très vite, l'archevêque de Malines, le primat de Belgique, rédige une lettre qu'il signe avec plusieurs autres évêques belges à destination des fidèles. Dans cette lettre, l'évêque rappelle tant au clergé qu'aux fidèles les règles classiques de prudence en matière d'apparition ou de révélation privée. Certaines de ces apparitions feront l'objet d'enquêtes canoniques qui concluront à un non constat de supernaturalitate,.

### Contestations dans l’Église Catholique
La « grande simplicité » du « message de la Vierge » transmis par les voyants déconcerte certains théologiens : aucune annonce de châtiment comme à La Salette, ni de demande de dévotion particulière comme à Fatima. De plus, aucun miracle « extraordinaire » ne vient confirmer la parole des voyants (comme le miracle du soleil à Fatima, ou les guérisons de malades « dites miraculeuses » comme à Lourdes).
Une polémique va naître en Belgique, dans le milieu catholique à la suite de la publication de trois articles hostiles à « l'authenticité des apparitions » dans une revue réputée : « Études carmélitaines ». En avril 1933, quelques mois après la fin des apparitions, le directeur de la revue, le père carme Bruno de Jésus-Marie, rédige un article estimant que ces apparitions « ne sont pas d'origine surnaturelle » car « elles ne semblent pas avoir de finalité particulière », et qu'il n'y a pas eu de « miracle dûment constaté ». Deux autres articles de scientifiques belges renommés complètent son propre article et concluent à « une simulation plus ou moins inconsciente, compliquée de phénomènes d'autosuggestion » pour l'un, et à « une explication naturelle des faits de Beauraing » pour l'autre.
L'« autorité de la revue » et du père carme rédacteur de l'article (et directeur de la revue), rallient un grand nombre de catholiques et de prêtres ainsi que d'autres publications à cette idée de « fausses apparitions ». Le climat en Belgique devient passionnel entre les partisans « du pour » et « du contre ».

### Reconnaissance officielle
L'évêque du lieu attend la fin des « apparitions » pour lancer la procédure canonique d'étude du phénomène. En juin 1933, l'évêque rencontre le pape Pie XI à Rome et crée une commission d'enquête pour étudier les apparitions. La commission diocésaine débute ses interrogatoires le 17 mai 1935. Elle entend 94 personnes, mais le climat passionné entourant cet événement l'empêche de pousser à fond son étude qui se termine un an plus tard, le 21 juillet 1936. Après un rapport de 359 pages, la commission conclut : « le caractère surnaturel des faits n'est pas établi »,. Une nouvelle instance indépendante du diocèse est créée, directement sous la direction du cardinal Van Roey, et elle procède à l'audition de nouveaux témoins en 1938. Après cinq sessions de travail, cette instance rend son jugement : un « non constat de supernaturalitate » (ce qui signifie que le caractère surnaturel des apparitions n'est pas démontré),.
Les dossiers des deux congrégations sont envoyés au Vatican, à la Congrégation du Saint-Office, pour examen. La congrégation se montre prudente et demande un complément. De nouveaux dossiers lui sont envoyés, mais le Vatican refuse de se prononcer. L'évêque de Namur crée une nouvelle commission théologique le 3 août 1942. Le 7 décembre, le Vatican envoie une lettre à l'évêque de Namur, André-Marie Charue, lui donnant « la faculté de porter le jugement sur les faits en tant qu'« Ordinaire du lieu », usant de sa propre autorité et sans que soit impliquée aucunement l'autorité du Saint-Siège ou de la Province ecclésiastique »,. 
Le 2 février 1943, l'évêque autorise le culte à la Vierge de Beauraing, et le 2 juillet 1949, André-Marie Charue, évêque de Namur, reconnaît le caractère surnaturel des faits, déclarant « Nous pouvons, en toute sérénité et prudence, affirmer que la Reine des cieux apparut aux enfants de Beauraing, au cours de l'hiver 1932-1933 ». Ce même jour, l'évêque reconnait deux guérisons « miraculeuses », attribuées à l'intercession de la Vierge de Beauraing.

### Le sanctuaire de Beauraing

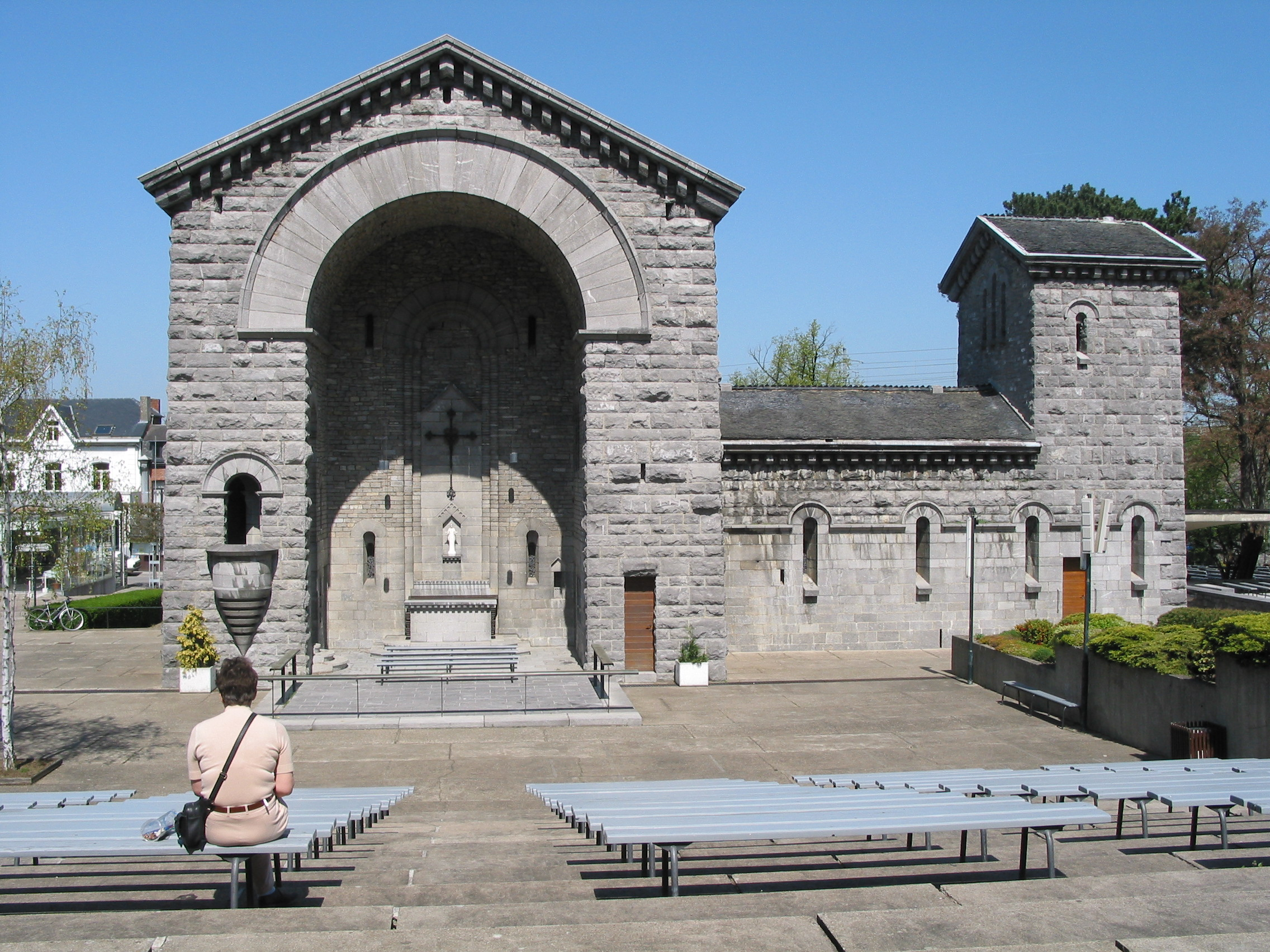
Vue du sanctuaire construit sur le lieu de l'apparition.

Le sanctuaire est construit sur le site des apparitions de 1933.
La construction de la première chapelle débute en 1947, peu de temps avant la reconnaissance officielle des apparitions par l'Église catholique,. Cette chapelle est consacrée en 1954. D'autres lieux de culte sont construits dans les années suivantes (la crypte, l'église supérieure), le site est aménagé, des bâtiments proches sont achetés par les responsables du sanctuaire pour accueillir et héberger les pèlerins. Le site s'étend et se développe jusqu'à la fin du XXe siècle,. Ensuite vient le temps des rénovations et opérations d’entretien liées au vieillissement des installations.
La statue de Notre-Dame de Beauraing a quant à elle été inaugurée le 22 août 1946 et placée à l’endroit où la Vierge est apparue aux cinq enfants.
En 1985, le pape Jean-Paul II se rend en pèlerinage sur le lieu des apparitions. Il s'arrête au jardin des apparitions et rencontre les voyants et leurs familles, puis il célèbre une messe en plein air. En 2013, l'église du sanctuaire est élevée au rang de basilique mineure par le Vatican.